# Tacuaral
Tacuaral es un paraje pequeño argentino, en el departamento General Paz, provincia de Corrientes.
Cuenta con sala de primeros auxilios; escuela primaria, agua potable, se encuentra también una carnicería y 4 almacenes, un taller mecánico y una cancha de fútbol donde se practica el deporte los fin de semanas.
Existe aproximadamente 15 automóviles de los cuales 3 se usan para transportar pasajeros.
El paisaje cuenta con 2 enormes lagunas:
- Laguna Galarza
- Laguna Méndez